# Église protestante de Bischheim
Cette église protestante, dite église de Notre-Seigneur-Jésus-Christ, est un monument historique situé à Bischheim, dans le département français du Bas-Rhin.

## Localisation
Ce bâtiment est situé rue Nationale à Bischheim.

## Historique
L'édifice fait l'objet d'une inscription au titre des monuments historiques depuis 1984.

## Architecture

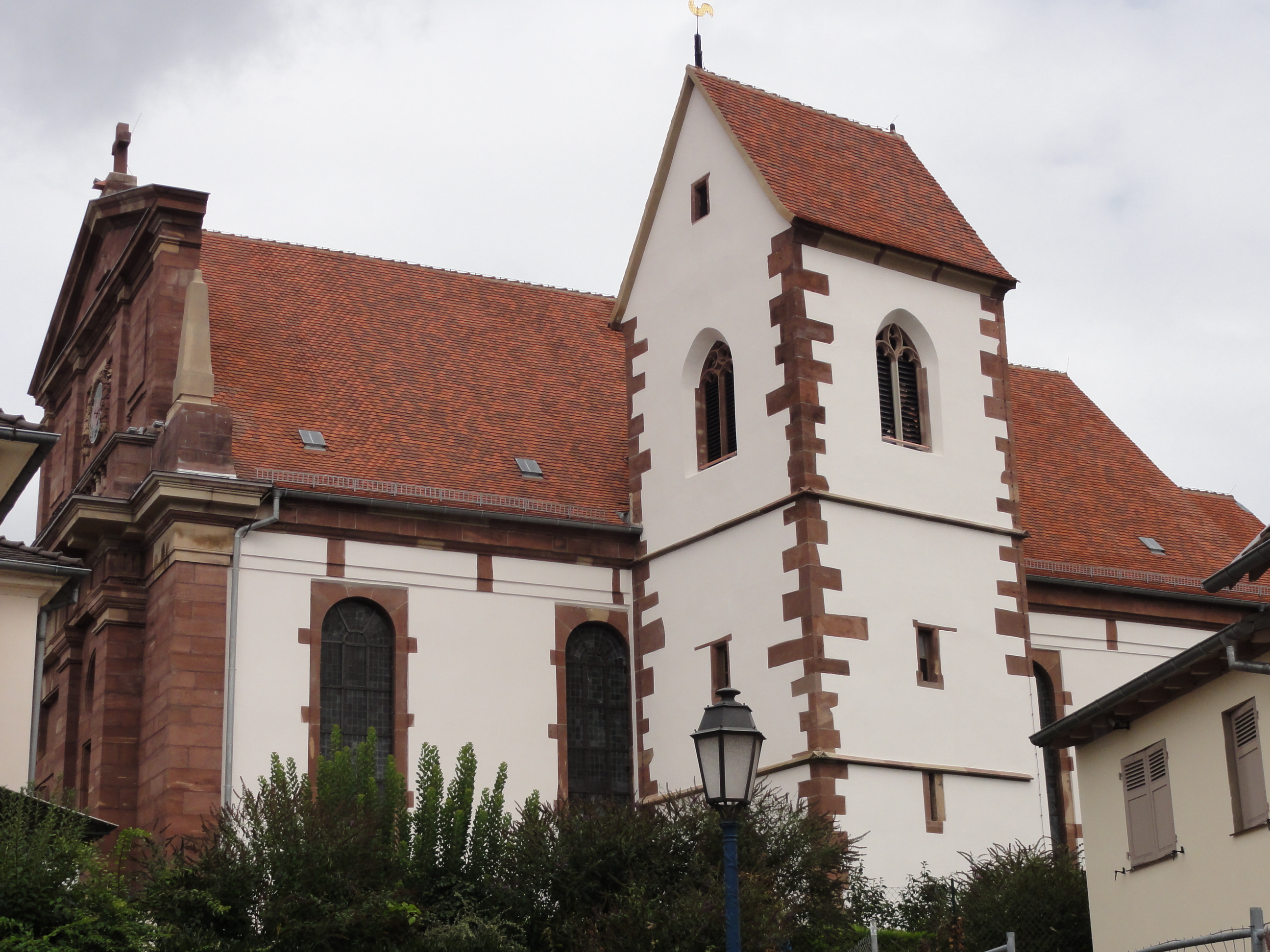
Tour du XIIIe
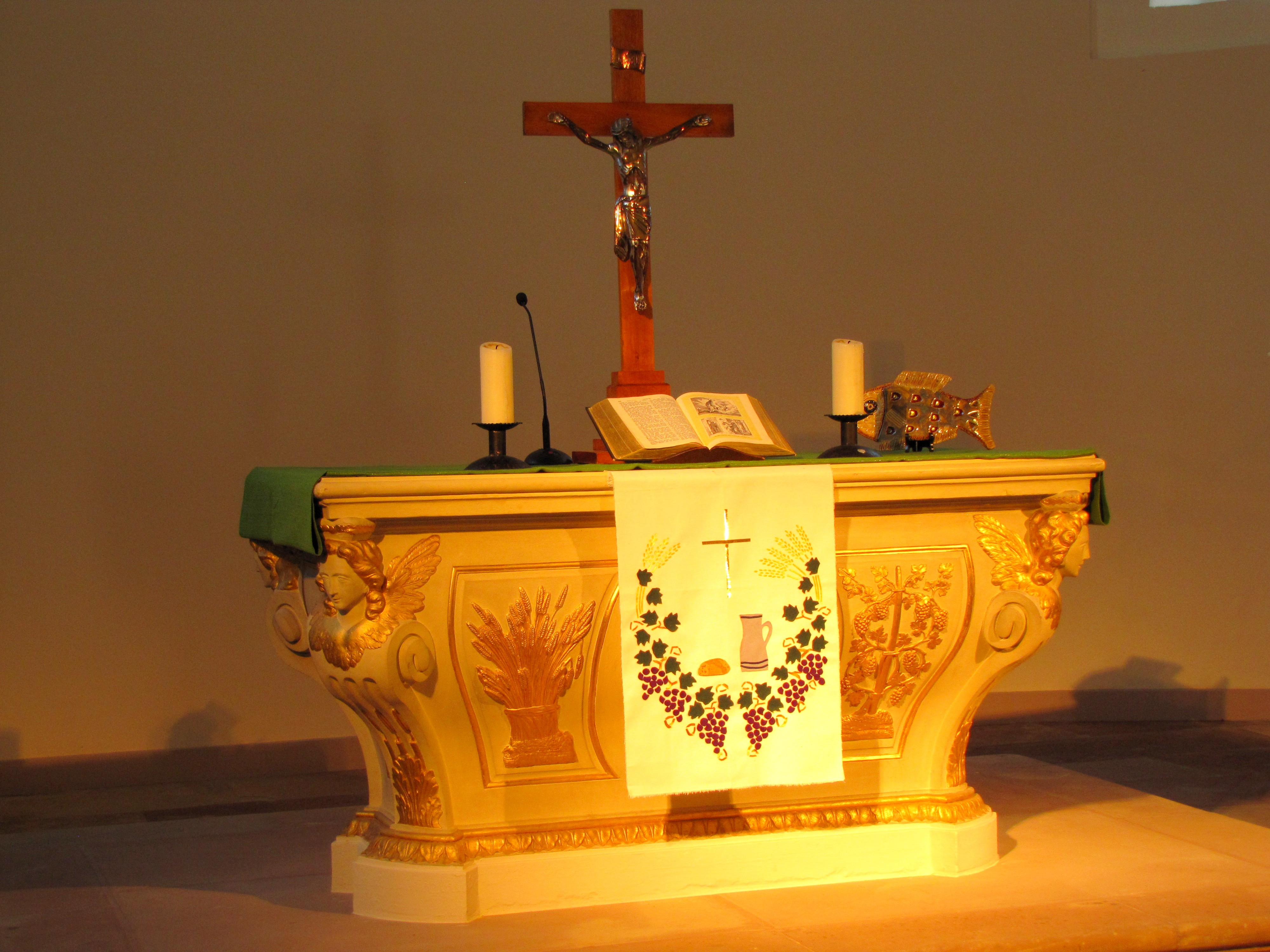
Autel protestant (1792)
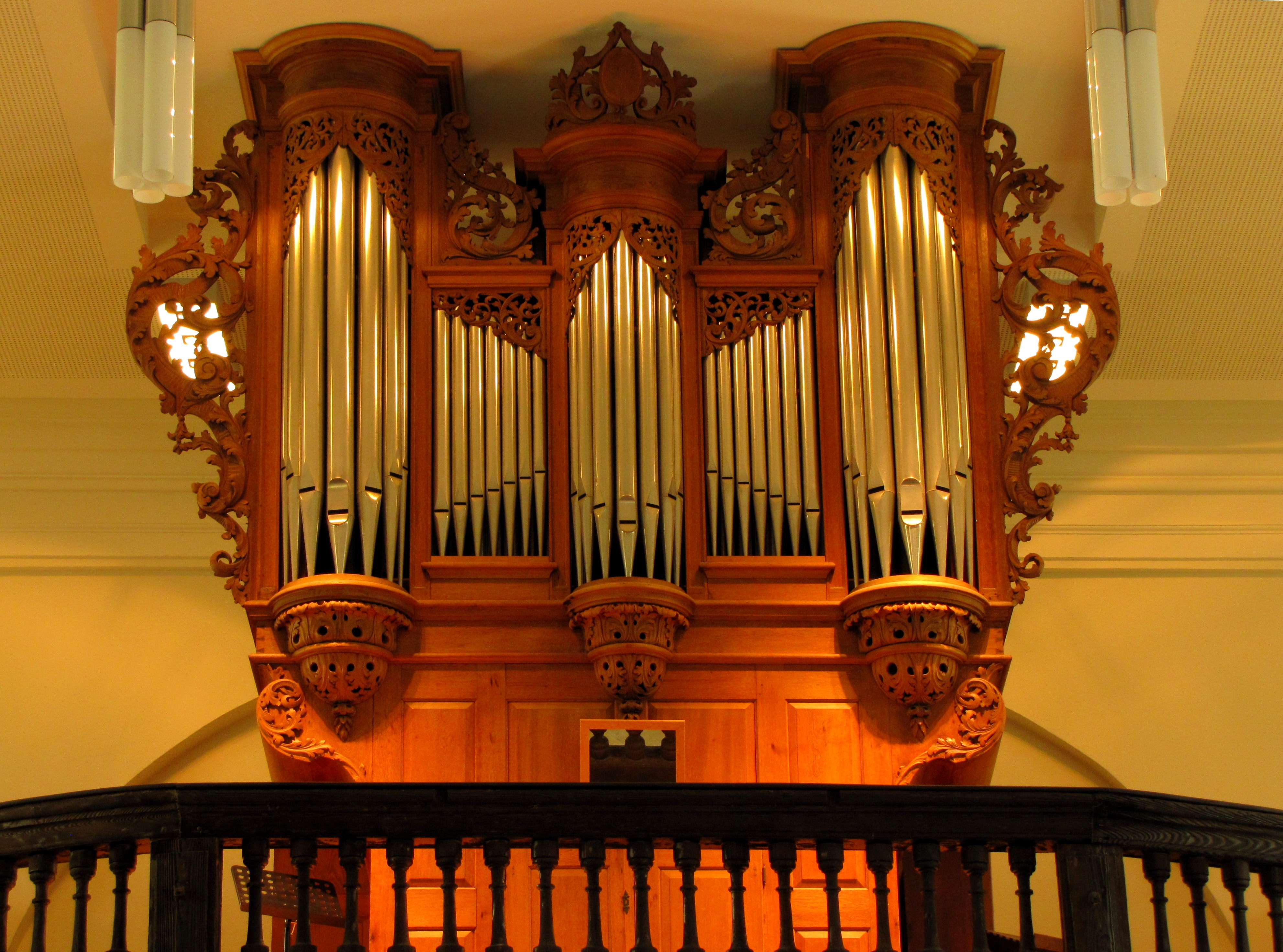
Orgue Andreas Silbermann-Gaston Kern (1716)
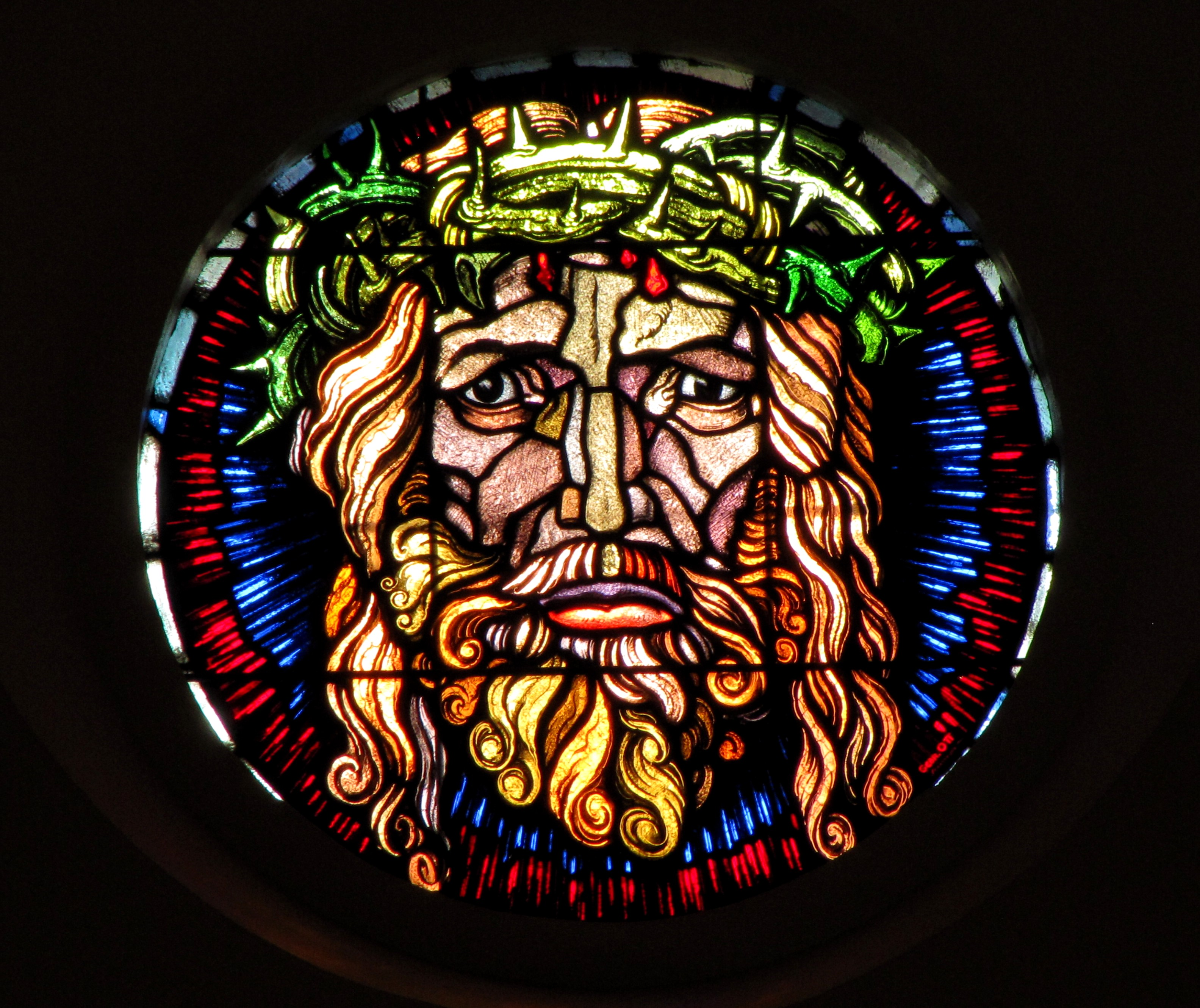
Verrière XXe "Christ Pantocrator" (Joseph Ehrismann 1880-1937)